# Sokolica (Bartoszyce)
Sokolica est un village polonais de la voïvodie de Varmie-Mazurie, dans le powiat de Bartoszyce.